# 俱盧

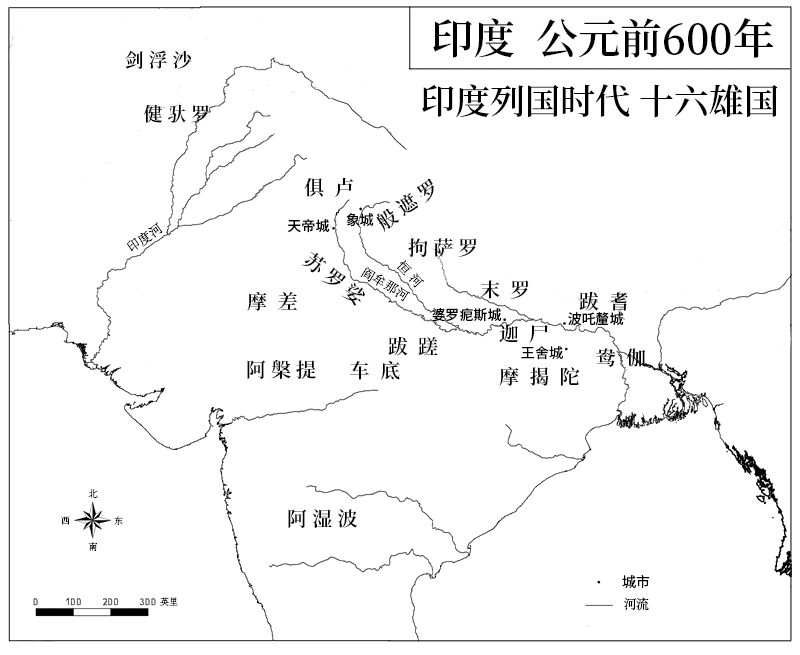
印度十六大國

俱盧國（梵語：कुरु Kuru），又譯拘樓國，居樓國，是古印度十六大國之一，大致位於今日的德里、哈里亞納邦、北阿坎德邦以及北方邦的西部地區。吠陀時代俱盧國就有了高度發達的政治社會結構，與印度鐵器時代的灰色彩陶文化關係密切。
印度史詩摩訶婆羅多的核心舞台就是俱盧國，故事講述婆羅多族的兩支後裔，持國、難敵為首的俱盧族，與般度族也就是般度王五子，堅戰、怖軍、阿周那、無種、偕天，圍繞俱盧國王位的繼承而產生的種種紛爭，最終導致了同室操戈傷亡慘重的俱盧之戰。